# الجوحل (أسلم)

تعديل مصدري - تعديل

الجوحل هي إحدى قرى عزلة أسلم اليمن بمديرية أسلم التابعة لمحافظة حجة، بلغ تعداد سكانها 190 نسمة حسب تعداد اليمن لعام 2004.